# Konso
Konso je mesto v jugozahodni Etiopiji in glavno mesto cone Konso v novi Regionalni državi Južna Etiopija. To mesto leži 20 km severno od reke Sagan in ima zemljepisno širino in dolžino 5°15′N 37°29′E / 5.250°N 37.483°E ter nadmorsko višino 1650 metrov. Nekateri sosednji prebivalci ga imenujejo tudi Pakavle. Mesto in okoliške vasi so bile leta 2011 vpisane na Unescov seznam svetovne dediščine kot kulturna krajina zaradi svoje edinstvene kulturne tradicije in pomena za ljudstvo Konso.

## Zgodovina
Ustna izročila ljudstva Konso kažejo, da so se preselili v regijo pred približno 400 leti, kar potrjuje število generacij (21), zabeleženih od prvega obrednega poglavarja. Leta 1897 je mesto prevzel Menelik II.
Oče Azaïs je leta 1931 predstavil kipe Vaga (wa'kka). Leta 1956 je Murdock povezal arheološke megalite mesta s kušitskim podpisom. V Kluckhohnovi knjigi Markets of Africa, objavljeni leta 1962, avtor sledi visokim stopnjam starodavnega gospodarskega razvoja v mestu. Leta 1984 je Amborn proučeval zgodovinske delovno intenzivne kmetijske tehnike v regiji.
Mesto je bilo 30. septembra 1997 dodano na Unescov poskusni seznam svetovne dediščine zaradi domnevnega univerzalnega kulturnega pomena, uradno pa je bilo leta 2011 razglašeno za območje svetovne dediščine. Konso je prvo mesto v Etiopiji, ki je priznano kot »kulturna krajina«.
Permakulturna kmetija Strawberry Fields Eco-Lodge je bila ustanovljena leta 2007 severno od mesta in sodeluje z mednarodnimi prostovoljci in tremi lokalnimi šolami pri pridelavi hrane, spodbujanju ekoturizma in zagotavljanju permakulturnega izobraževanja.

## Kulturna krajina
Pokrajina okoli Konsa je močno terasasta, da bi zaščitila pred erozijo tal zaradi občasnih in pogosto močnih padavin v regiji. Terase so strme (nekatere dosegajo 8 metrov višine) in okrepljene s kamnom. Vzdolž podpornega zidu so zgrajeni dodatni ojačitveni stolpi in oporniki. Gradnja in vzdrževanje teras običajno zahteva celotno družino.
Obzidane naselbine, imenovane paletas, so na višjih legah zaradi svoje strateške prednosti. Vasi so obdane z enim do šestimi koncentričnimi obroči kamnitih zidov, ki so večinoma sestavljeni iz bazaltnih balvanov. Najstarejši zidovi v notranjosti so lahko visoki do 4 metre in široki 2,5 metra. Znotraj palet živijo Konso v posameznih kompleksih, ki jih sestavlja več slamnatih struktur, vključno s kaščami, hišami in osrednjim ograjenim prostorom (kraal) za govedo. V vaseh je pogosto tudi več velikih prostorov za zbiranje, imenovanih moras, ki se uporabljajo za skupne in obredne namene.
Ljudstvo Konso ohranja edinstveno tradicijo postavljanja kamnov, ki označujejo generacijo, imenovanih daga-hela, ki jih pridobivajo in prevažajo z obrednim postopkom. Poleg tega so znani po svojih skulpturah vaga, kipih, ki spominjajo na umrle člane skupnosti. Ti kipi so pogosto stilizirani in antropomorfni ter opisujejo člana skupnosti, njihove družine in včasih pomembne dogodke v njihovem življenju. Sveti gozdovi v bližini palet vsebujejo več pomembnih obrednih lokacij, zlasti za iniciacije, in služijo kot grobišča za obredne voditelje.
V bližini hribovja Konso so fosilne plasti z visoko gostoto ostankov zgodnjih hominidov.

## Gospodarstvo
Philip Briggs predlaga, da bi današnje mesto »lahko prozaično opisali kot prometno krožišče komično ogromnih razsežnosti, obdano s samotno bencinsko črpalko in razpršenimi lokalnimi hoteli«. Po podatkih Urada za finance in gospodarski razvoj regije, od leta 2003 ugodnosti Konsa vključujejo digitalni telefonski dostop, poštne storitve, elektriko, ki jo zagotavlja generator in podružnico mikrofinančne organizacije. Lokalne industrije vključujejo čebelarstvo, tkanje bombaža in kmetijstvo. Tržnica je ob ponedeljkih in četrtkih na točki 2 kilometra od mesta ob cesti Džinka.

## Demografija
Na podlagi podatkov Centralne statistične agencije iz leta 2005 ima Konso ocenjeno skupno 4593 prebivalcev, od tega 2258 moških in 2335 žensk. Nacionalni popis leta 1994 je poročal, da ima to mesto skupno 2535 prebivalcev, od tega 1250 moških in 1285 žensk.

## Konflikt od leta 1990
Konflikt in zemljiški spor sta v teku, pri čemer je bilo ubitih veliko civilistov, v nasilje pa je ujetih več sto tisoč interno razseljenih oseb. ZN so opozorili, da je bil Konso leta 2022 prednostna žariščna točka zaradi nenehnega konflikta in neugodnega vremena, ki je poslabšalo obstoječo humanitarno krizo v coni.